# 烏曉湖
56°17′28″N 29°37′24″E / 56.29111°N 29.62333°E
烏曉湖（俄语：Ущо），是俄羅斯的湖泊，位於該國西北部，由普斯科夫州負責管轄，處於普斯托什卡區，面積7平方公里，集水區面積209平方公里，平均水深2.7米，最大水深8米。